# Sylvia Plath
Sylvia Plath (Boston, Massachusetts, 1932. október 27. – London, 1963. február 11.) amerikai költő, író, novellista, gyerekkönyvíró.

## Élete

### Gyermekkora
Sylvia Plath 1932. október 27-én, a nagy gazdasági világválság idején született Bostonban, Aurelia Schober Plath és Otto Emile Plath első gyermekeként. Apja Németországból települt be, főiskolai tanárként dolgozott, és a méhek ismert szakértője volt. Embóliában halt meg egy műtétet követően, fel nem ismert cukorbetegsége következményeként 1940. november 5-én. Ekkor Sylvia nyolcéves volt. Állítólag apja halálakor azt mondta: „Soha többé nem beszélek Istenhez”. Emléke egész életén végigkísérte és kísértette. Verseiben gyakran megjelenik az életén uralkodó apafigura, többek között méhekhez kapcsolódó motívumok használatán keresztül. Anyja elsőgenerációs amerikai volt, osztrák felmenőkkel; csaknem 20 évvel volt fiatalabb férjénél. Öccse 1935 áprilisában született.
Első verse nyolcéves korában jelent meg a Boston Herald c. napilapban.

### Főiskolai évek
Tanulmányait a northamptoni Smith College-ban, majd 1955-től 1957-ig az angliai Cambridge-i Egyetemen végezte. A Smith College-os évek alatt kezdett el randizgatni egy Dick Norton nevű yale-es hallgatóval. Nortonról mintázta Buddy karakterét Az üvegbura c. önéletrajzi regényében. Amikor Nortont tuberkulózissal kezelték egy New York állambeli szanatóriumban, Sylvia meglátogatta őt, és síelés közben eltörte a lábát. Akkor úgy nyilatkozott az epizódról, hogy csak egy baleset volt; a regényben viszont öngyilkossági célzatot kap. (Feltehetőleg ez az aspektus csak fikció volt a regényben.)
„Belső hang sürgetett – ne legyek hülye, mentsem a bőröm, csatoljam le a léceket, s úgy ballagjak le a lesiklópályát szegélyező sűrű fenyők védelmében –, de aztán elhalt a zümmögése, mint egy bánatos moszkító. Hűvösen, mint egy fa vagy virág, kisarjadt a fejemben a gondolat, hogy esetleg a halálba rohanok." (Az üvegbura, részlet)
A főiskola harmadik évét követő nyáron vendégszerkesztői állást ajánlottak neki a Mademoiselle magazinnál, így egy hónapot töltött New Yorkban. Az ott szerzett tapasztalatait sokszor negatív élményként élte meg; kilátásai saját magával és az élettel kapcsolatban meglehetősen pesszimista tónusba fordultak. Ezek után követte el az első orvosilag dokumentált öngyilkossági kísérletét: a házuk pincéjében elbújt, és altatóval túladagolta magát. Ebből az időszakból később sok mindent megörökít Az üvegburában is. Az öngyilkossági kísérlet után rövid ideig egy elmegyógyintézetbe vonult, ahol többek között elektrosokk-terápiával kezelték. Az ott-tartózkodását Olive Higgins Prouty finanszírozta, akinek egyébként az ösztöndíját is köszönhette korábban. (Prouty maga is sikeresen talpra állt egy idegösszeomlás után.)
Úgy tűnt, a kezelések után Sylvia nagyjából helyrejött, 1955 júniusában sikeresen lediplomázott a Smith College-ban.
Ezek után a Fulbright-program ösztöndíjasaként a Cambridge-i Egyetemen folytatta tovább tanulmányait, ahol továbbra is aktívan írta költeményeit, amiket alkalmanként publikált az iskolaújságban. Egy cambridge-i partin ismerkedett meg az angol költővel, Ted Hughes-sal. Rövid udvarlás után, 1956. június 16-án házasodtak össze. 

### Magánélete

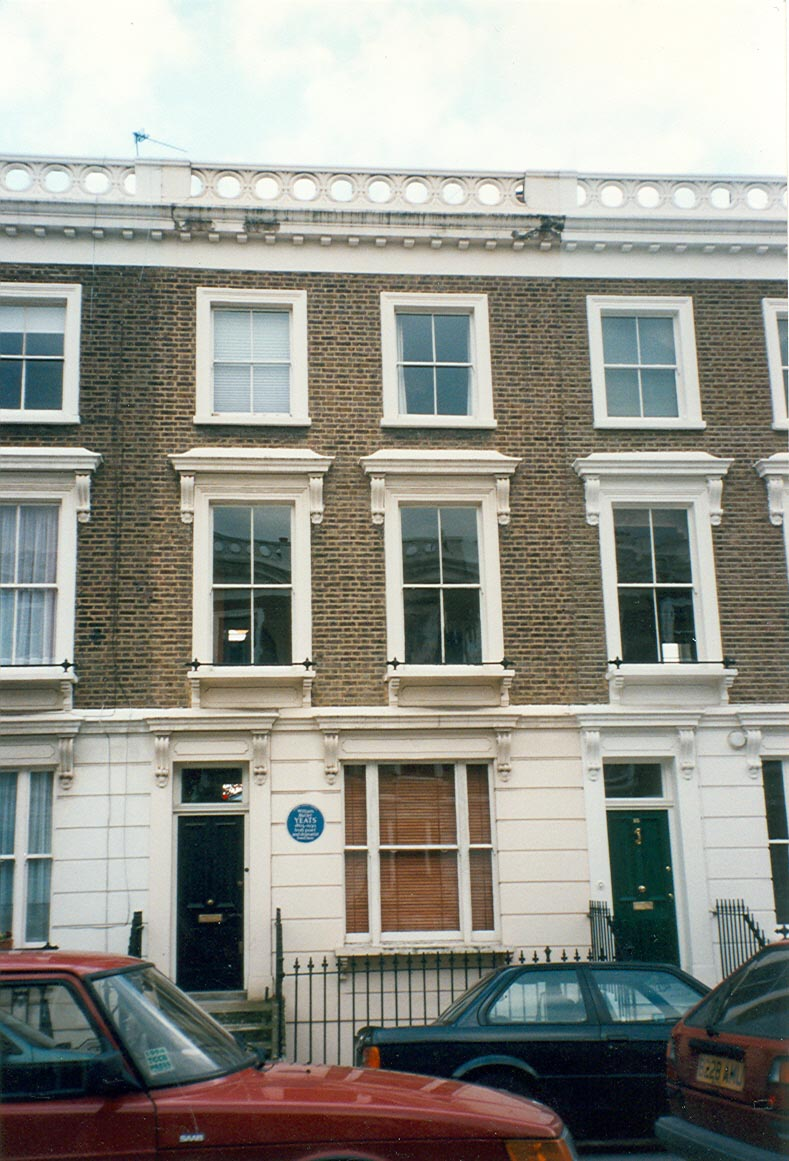
London, Fitzroy Road 23. – W. B. Yeats és Sylvia egykori lakásának épülete

Plath és Hughes 1957 júliusától 1959 októberéig az Amerikai Egyesült Államokban élt, ahol Sylvia 1957-58-ban a Smith College-ban adott elő angol irodalmat. A pár ezután Bostonba költözött, ahol Plath Robert Lowell előadásait látogatta; itt találkozott Anne Sextonnal is. Ebben az időszakban találkoztak első alkalommal W. S. Merwinnel, aki csodálta munkájukat és életre szóló barátjukká vált.
Plath hamarosan terhes lett, a pár visszaköltözött Nagy-Britanniába. Rövid ideig Londonban éltek, majd egy devoni kisvárosban telepedtek le. Itt publikálta első verseskötetét, The Colossus címmel. Ebben a kötetben az 1956-60-ban írt verseit gyűjtötte össze. 1961 februárjában elvetélt; erről az eseményről néhány verse említést is tesz.
Szenvedélyes házasságuk diszharmonikus volt és botrányokkal kísért, különösen, amikor kiderült férje Assia Wevill-lel való viszonya. Emellett a költőnő egyre inkább rávetítette apja emlékét Tedre, a két figura elméjében lassan egybemosódott – 1962 végén elváltak.
Sylvia visszatért Londonba két gyerekével, Friedával és Nicholasszal. Abban a házban laktak, ahol egykor W. B. Yeats is élt; Sylvia ezt jó jelnek tekintette.

### Halála

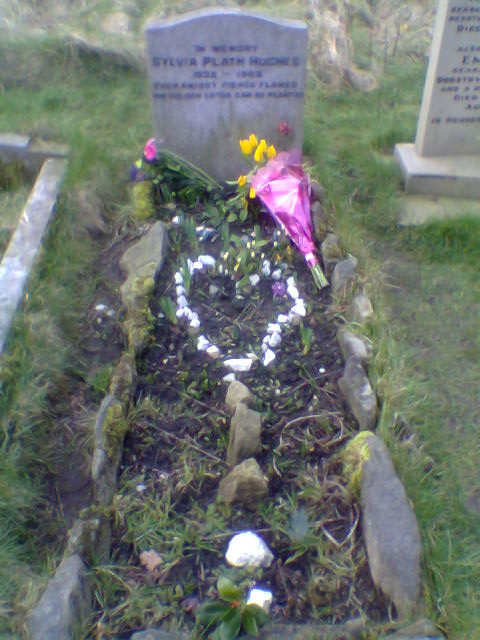
Sylvia Plath sírja a heptonstall -i templomnál

„Keresztre feszítenek a saját korlátaid. Amit vakon választottál, megváltoztathatatlan; vissza nem vonható. Voltak esélyeid; nem kaptál rajtuk, az eredendő bűnben dagonyázol; a korlátaid közé szorítva. Még azt sem vagy képes eldönteni, hogy sétálj-e egyet a szabadban: nem vagy biztos benne, menekülés-e ez is, vagy puszta felfrissülés az egész napi szobafogság után. Elveszítettél minden életörömöt. Előtted sehová sem vezető ösvények egész sora.”
Öngyilkosságot követett el, miután teljesen elszigetelte a szobát közte és az alvó gyerekei között „nedves törölközőkkel és ruhákkal”. Kinyitotta a gázt és a fejét a sütőbe tette. A következő napon a vizsgálat megállapította, hogy öngyilkosság történt.
Felvetették, hogy Plath öngyilkossága túl precíz, túl körültekintő volt, nem lehetett öngyilkosság.
Mindenesetre Jilian Becker, Sylvia legjobb barátnője, a Giving Up: The Last Days of Sylvia Plath című könyvben azt mondja: „Mr. Goodchild szerint – aki a kórboncnokhoz rendelt rendőrtiszt volt –, Plath teljesen betette a fejét a sütőbe. Ő tényleg komolyan gondolta.”
Sírköve egy angliai faluban, Heptonstallban áll, a következő felirattal: „Even amidst fierce flames the golden lotus can be planted.” (szabad fordításban: Arany lótuszt még a legmardosóbb lángok közé is ültethetünk.)
Férje, Ted Hughes, Plath halála után újranősült és házasságukról több mint harminc évig nem nyilatkozott. Hughes végül 1998-ban publikálta halott feleségéhez írt vallomásos levélszerű verseinek gyűjteményét Születésnapi levelek c. kötetében, ezzel 35 évnyi hallgatást megtörve, majd ugyanezen évben maga is meghalt.

## Kötetei, költészete
R. Lowell vallomásos költészete nagy hatással volt rá; ugyanúgy ahogy Ted is, verseinek tömörségével, nyers, éles képiségével. Ezek az elemek Sylvia-nál finom árnyaltsággal, egyensúllyal párosultak. Ugyanakkor felfedezhetőek benne hasonló vonások Anne Sexton és W. D. Snodgrass költészetével is.
Első kötete, a The Colossus, bár kedvező kritikákat kapott, de későbbi munkáihoz képest ezek a versek sokkal konvencionálisabbak.
Az 1965-ben posztumusz kiadott Ariel c. kötet verseit már a letisztult, szikár formavilág, dísztelen nyelvezet jellemzi.
Verseiben számos témát feszeget; foglalkoztatják például gyermekkora rossz emlékei, apja halála, az életét körülvevő tárgyak idegensége, de vall fiatalkori lelki válságáról is, az 1963-ban – első ízben Victoria Lucas álnéven, majd halála előtt a saját nevén – kiadott önéletrajzi regényében, Az üvegburában.

| „                                      | A tulipánok túl nyugtalanok, itt tél van. Nézd, milyen fehér minden, csöndes, hófödte. Tanulom a békém, fekszem egyedül, csöndben, Mint a fény e fehér falakon, az ágyon, e kézen. Nem vagyok senki; robbanásokhoz semmi közöm.[...] | ” |
| – (Ariel c. kötet: Tulipánok, részlet) | |   |

## Bibliográfia

### Költeményei
- The Colossus and Other Poems (1960)
- Ariel (1965)
- Three Women: A Monologue for Three Voices (1968)
- Crossing the Water (1971)
- Winter Trees (1971)
- The Collected Poems (1981)
- Selected Poems (1985)
- Plath: Poems (1998)

### Prózai művei
- The Bell Jar (1963) (Victoria Lucas álnéven)
- Letters Home (1975)
- Johnny Panic and the Bible of Dreams (1977)
- The Journals of Sylvia Plath (1982)
- The Magic Mirror (1989), Plath's Smith College senior thesis
- The Unabridged Journals of Sylvia Plath, szerk. Karen V. Kukil (2000)

### Felolvasások
- Sylvia Plath Reads, Harper Audio 2000[1]

### Gyermekkönyvek
- The Bed Book (1976)
- The It-Doesn't-Matter-Suit (1996)
- Collected Children's Stories (UK, 2001)
- Mrs. Cherry's Kitchen (2001)

## Magyarul megjelent művei
- Az üvegbúra. Regény; ford. Tandori Dezső, utószó Géher István; Európa, Bp., 1971 (Modern könyvtár)
- Zúzódás. Válogatott versek; ford. Tandori Dezső, vál., szerk., utószó Geher István; Európa, Bp., 1978
- Naplók; ford. Lázár Júlia; Pesti Szalon, Bp., 1994
- Az ötvenkilencedik medve; ford. Gálvölgyi Judit; Saxum, Bp., 1996
- Sylvia Plath versei; vál., szerk., jegyz. Lázár Júlia, ford. Báthori Csaba et al.; Európa, Bp., 2002 (Lyra mundi)
- Naplók, 1950–1962; szerk. Karen V. Kukil; ford. Lázár Júlia; Cartaphilus, Bp., 2004
- A mindegy-öltöny; ill., jegyz. Dániel András, ford. Rét Viktória; Pagony, Bp., 2019

## Fordítás
- Ez a szócikk részben vagy egészben  a   Sylvia Plath című angol Wikipédia-szócikk fordításán alapul.  Az eredeti cikk szerkesztőit annak laptörténete sorolja fel. Ez a jelzés csupán a megfogalmazás eredetét és a szerzői jogokat jelzi, nem szolgál a cikkben szereplő információk forrásmegjelöléseként.